# Thermastrocythere
Thermastrocythere är ett släkte av kräftdjur. Thermastrocythere ingår i familjen Entocytheridae.
Kladogram enligt Catalogue of Life:
| Thermastrocythere | \| \| Thermastrocythere harti \| \| \| \| \| \| Thermastrocythere riojai \| \| \| \| |
|                   | \| \| Thermastrocythere harti \| \| \| \| \| \| Thermastrocythere riojai \| \| \| \| |
|                   | Ankylocythere                                                                        |
|                   |                                                                                      |
|                   | Ascetocythere                                                                        |
|                   |                                                                                      |
|                   | Cymocythere                                                                          |
|                   |                                                                                      |
|                   | Dactylocythere                                                                       |
|                   |                                                                                      |
|                   | Donnaldsoncythere                                                                    |
|                   |                                                                                      |
|                   | Entocythere                                                                          |
|                   |                                                                                      |
|                   | Geocythere                                                                           |
|                   |                                                                                      |
|                   | Harpagocythere                                                                       |
|                   |                                                                                      |
|                   | Hartocythere                                                                         |
|                   |                                                                                      |
|                   | Hobbsiella                                                                           |
|                   |                                                                                      |
|                   | Laccocythere                                                                         |
|                   |                                                                                      |
|                   | Litocythere                                                                          |
|                   |                                                                                      |
|                   | Lordocythere                                                                         |
|                   |                                                                                      |
|                   | Okriocythere                                                                         |
|                   |                                                                                      |
|                   | Ornithocythere                                                                       |
|                   |                                                                                      |
|                   | Phymocythere                                                                         |
|                   |                                                                                      |
|                   | Plectocythere                                                                        |
|                   |                                                                                      |
|                   | Psittocythere                                                                        |
|                   |                                                                                      |
|                   | Rhadinocythere                                                                       |
|                   |                                                                                      |
|                   | Sagittocythere                                                                       |
|                   |                                                                                      |
|                   | Saurocythere                                                                         |
|                   |                                                                                      |
|                   | Uncinocythere                                                                        |
|                   |                                                                                      |
|                   | Waltoncythere                                                                        |
|                   |                                                                                      |
|                   | Thermastrocythere harti                                                              |
|                   |                                                                                      |
|                   | Thermastrocythere riojai                                                             |
|                   |                                                                                      |

|  | Thermastrocythere harti  |
|  |                          |
|  | Thermastrocythere riojai |
|  |                          |